# Východní Krušnohoří
Východní Krušnohoří este o arie protejată (sit de importanță comunitară — SCI) din Republica Cehă întinsă pe o suprafață de 14.635,13 ha, integral pe uscat.

## Localizare
Centrul sitului Východní Krušnohoří este situat la coordonatele 50°37′58″N 13°39′22″E / 50.632778°N 13.656111°E.

## Înființare
Situl Východní Krušnohoří a fost declarat sit de importanță comunitară în noiembrie 2009 pentru a proteja 3 specii de animale.

## Biodiversitate
Situată în ecoregiunea continentală, aria protejată conține 11 habitate naturale: Pajiști uscate europene, Pante stâncoase silicioase cu vegetație casmofită, Liziere de ierburi înalte hidrofile de câmpie și de nivel montan până la alpin, Păduri acidofile de Picea de la nivel montan la nivel alpin (Vaccinio-Piceetea), Fânețe montane, Păduri de fag Asperulo-Fagetum, Păduri de fag Luzulo-Fagetum, Formațiuni ierboase bogate în specii de Nardus, dezvoltate pe substraturi silicioase în zone montane (și în zone submontane, în Europa continentală), Mlaștini împădurite, Păduri pe pante, grohotișuri și ravene de Tilio-Acerion, Păduri aluvionare cu Alnus glutinosa și Fraxinus excelsior (Alno-Padion, Alnion incanae, Salicion albae).
La baza desemnării sitului se află mai multe specii protejate de  nevertebrate (3): Limoniscus violaceus, Phengaris nausithous, Phengaris teleius.